# Sanok Rubber Company

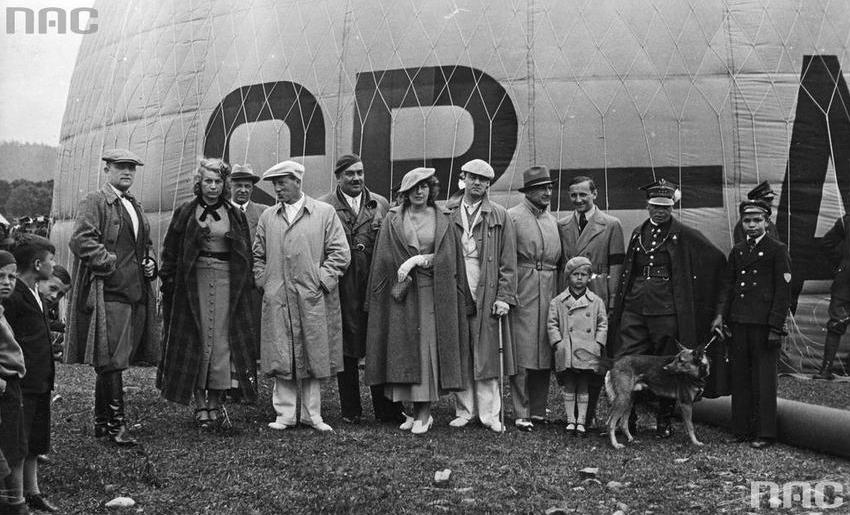
Der Vorstand der Sanok-Werke AG (1936)

Sanok Rubber Company (vorher Stomil Sanok) ist ein polnisches Unternehmen zur Herstellung und Verarbeitung von Erzeugnissen aus Elastomeren.

## Geschichte
Die Stomil-Gummiwerke wurden 1932 von Oskar Schmidt, als Polnische Gesellschaft für Gummiindustrie - Sanok gegründet und befasste sich als Kunststoff- und Vulkanisierte Gummi mit der Herstellung unterschiedlichster Industrieartikel weit verbreitet in der Automobilindustrie und Konsumgüter. In der Chemieindustrie war es seit 1938 mit 2000 Beschäftigten.
Oskar Schmidt war ein österreichischer Ingenieur, der das Exklusivrecht auf das Patent von „Laticel“ zur Vulkanisation erworben hatte. Er gründete daraufhin 1933 in Sanok ein Werk zur industriellen Verarbeitung von Kautschuk.
Stomil stellte weiterhin die Profildichtungen für Stahl- und Kunststoff-Rohrleitungen, Keilriemen und Dichtungen für Fenster und Konsumgüter sowie zahlreiche Erzeugnisse auf der Basis vom synthetischen Kautschuk her, außer Autoreifen. Das Unternehmen wurde 1991 in die Stomil Sanok S.A. umfirmiert. Seit 1994 ist das Unternehmen an der Warschauer Wertpapierbörse notiert.
Das Unternehmen produziert in sechs Werken, und erwirtschaftet einen Jahresumsatz von 720,1 Mio. PLN (2013). Es beschäftigt insgesamt mehr als 2500 Mitarbeiter.
Neben dem Stomil-Werk funktioniert auch das jüngste deutsche PASS-Werk, eine große Teile des Schwelmer Werkes.

## Zeitarbeit und Gewerkschaften
Das Unternehmen in Sanok setzt Leiharbeitskräfte von Zeitarbeitsunternehmen ein. In den Stomil-Werken gibt es vier größere Gewerkschaftsbünde, von denen der größte, ab 2001 die NSZZP als OPZZ, aus der reformierten offiziellen Gewerkschaftsbewegung der kommunistischen Zeit in der kurzen Perioden der Perestroika von 1984 bis 1989 hervorgegangen ist.

## Geschäftsleitung
Die zentrale Geschäftsführung
- Marek Łęcki (Vorstand)
- Marta Czesława Rudnicka (Vorstand)
- Mariusz Wieńczysław Młodecki (Direktor, Zentrale Leitung und Produktionsplanung)

## Unternehmensstruktur
Die Unternehmensgruppe ist weltweit mit drei Produktionsstandorten (Sanok, Kirow, Villers-la-Montagne) und 5 Vertriebsniederlassungen vertreten.
| Rang | Name                            | Hauptsitz           | Mitarbeiter in Sanok | Mitarbeiter außerhalb von der Sanok |
| ---- | ------------------------------- | ------------------- | -------------------- | ----------------------------------- |
| 01.  | Stomil Sanok S.A.               | Sanok               | 1.750                |                                     |
| 02.  | PHU Stomil East Sp z o.o.       | Sanok               | 6                    |                                     |
| 02.  | Stomil Sanok Dystrybucja        | Bogucin n. Posen    | 1                    | 107                                 |
| 02.  | Stomil Sanok BR                 | Brest               |                      | 73                                  |
| 04.  | Stomil Sanok Rus                | Moskau              |                      | 12                                  |
| 03.  | Stomil Sanok Ukraina            | Rivne               |                      | 22                                  |
| 04.  | Stomil Sanok Wiatka             | Kirow               |                      | 8                                   |
| 02.  | Rubber & Plastics Systems S.A.S | Villers-la-Montagne | 1                    | 40                                  |
| 02.  | Sanok Auto Parts                | Qingdao             | 1                    | 1                                   |
| 01.  | Draftex Automotive GmbH         | Grefrath            | 1                    | 498                                 |

## Umsatzstruktur
| Umsätze der Stomil-Gruppe | 2014                      | 2014  | 2013                      | 2013    | 2012                      | 2012  |
| ------------------------- | ------------------------- | ----- | ------------------------- | ------- | ------------------------- | ----- |
| Region                    | Umsätze (Millionen Złoty) | %     | Umsätze (Millionen Złoty) | %       | Umsätze (Millionen Złoty) | %     |
| Europäische Union         | 363,7                     |       | 306,2                     |         | 218,2                     |       |
| GUS                       | 88,9                      |       | 111,8                     |         | 136,7                     |       |
| Andere                    | 52,6                      |       | 45,3                      |         | 45,3                      |       |
| Polen                     | 263,3                     |       | 248,7                     |         | 247,6                     |       |
| Gesamtumsatz              | 768,6                     | 768,6 | 720,137                   | 720,137 | 648,0                     | 648,0 |